# Sütő Enikő
Sütő Enikő (Budapest, 1958. július 27.) magyar modell, manöken. A hazai szépségipar egyik első felfedezettje és későbbi sztárja, ma a szakmai utánpótlásképzés és tehetséggondozás egyik vezető alakja. Személyes hitvallása: " Ahogy magunkkal bánunk, úgy bánik velünk a Világ."

## Élete
Általános iskolai tanulmányait a budapesti Hámán Kató Általános Iskolában végezte, tanulmányait Az ELTE Állam- és Jogtudományi Karán folytatta, jogász lett.
A Fabulon márka arcaként vált ismertté, fotója egy félakt volt, amelyet Fenyő János készített 1974-ben, a meztelen hátú, szűk farmeres Fabulon naptejet reklámozó plakátja az egész országot bejárta.
1978-ban elvégezte az Állami Artistaképző manöken-tanfolyamát, ahol manöken-fotómodell oklevelet szerzett, majd 1979-ben az olvasók szavazatai alapján az év manökenje lett. Számos újságban láthattuk, például Ez a Divat, fotóit. Divatbemutatókon éppúgy részt vett, külföldön is.
A Modell Trió nevű formáció egyik tagja volt Liener Márta és Halász Ilona mellett.
Az amerikai Lauren Elle kozmetikai cég társtulajdonosa és jogásza volt.
1989-ben indította a modelliskoláját amely immár 30 éve működik eredményesen.
Sütő Enikő volt az 1991-es szépségkirálynő-választás zsűrielnöke, majd 1997-ben hat év után „újrakoronázta” Bálint Antóniát, az 1991. évi Miss Hungary szépségverseny győztesét a MÚOSZ székházban tartott sajtótájékoztatón. Személyével több mint 20 éve képviseli és hirdeti az egészséges, holisztikus életmód fontosságát. Ennek elismeréseként 2006-ban a Magyar Orvosi Wellness és Prezentációs Társaságtól egészségügyi médiadíjat kapott, az egészség nagykövete lett.

## Fotósai voltak
Többek közt: Fenyő János, Tóth József, Tulok András, Novotta Ferenc, Módos Gábor és Rózsavölgyi Gyöngyi fotóművészek

## Társadalmi szerepvállalásai
- 2008 óta Bátor Tábor, valamint a mellrák elleni küzdelem nagykövete volt.
- Tagja az Egészség Hídja Összefogás Egyesületnek. 2005 szeptemberében Ungár Anikó, Szulák Andrea, Oroszlán Szonja és Körtvélyes Éva társaságában támogatta az Egészség Hídja nevű mellrák elleni akciót, majd 2007 tavaszán az egyesület nőnap alkalmából megjelentetett egyedi DVD-jének bemutatóján is megjelent, melyben az egészséges testmozgásra hívja fel a figyelmet.
- Évekig a Mozdulj! Közhasznú Egyesület Integrált divatbemutatóinak rendezője volt.
- 3 évig vezette a Honnan tudjam? című jogi közszolgálati műsort.
- A Kifutó című rádióműsor szerkesztő – műsorvezetője volt, dolgozott műsorvezetőként a Rádió Cafe-nál.
- A TV2-n Boldogság Minisztérium néven saját műsort készített.
- A FEM3 csatornán pedig Ép lélekben ép test címen futott a rovata.
- A Nagy Duett Roadshow divatbemutatójának a rendezője volt, illetve a Sztárban Sztár 2019-es évadának a mentora.
- 2008. október 27-én csatlakozott a Celeb vagyok, ments ki innen! című magyar reality show csapatához, és ennek keretében Argentínában töltött több hetet, azonban utolsó helyen végzett a második széria szereplői közül.
- A 2008-as év végén pedig a Vacsoracsata című műsorban főzött.

További filmes szerepei:
1984 és 1989 között a Linda című magyar sorozat több epizódjában feltűnt Baksa Ágiként.
1989-ben a Modell trió nevű formáció egyik tagja volt.
1999-ben szerepet kapott Balogh Zsolt Ez volt a divat, ez lett a divat című filmjében.